# Ordahal
Ordahal è un comune dell'Azerbaigian situato nel distretto di Lerik. Conta una popolazione di 235 abitanti.